# Canè (Vione)
Canè è una frazione del comune di Vione, in alta Val Camonica, provincia di Brescia.

## Geografia fisica

### Territorio
Il territorio di Canè presenta morfologia varia e si passa per esso per andare ai laghi di Pietra Rossa, a 3 ore circa dal paese.

## Storia

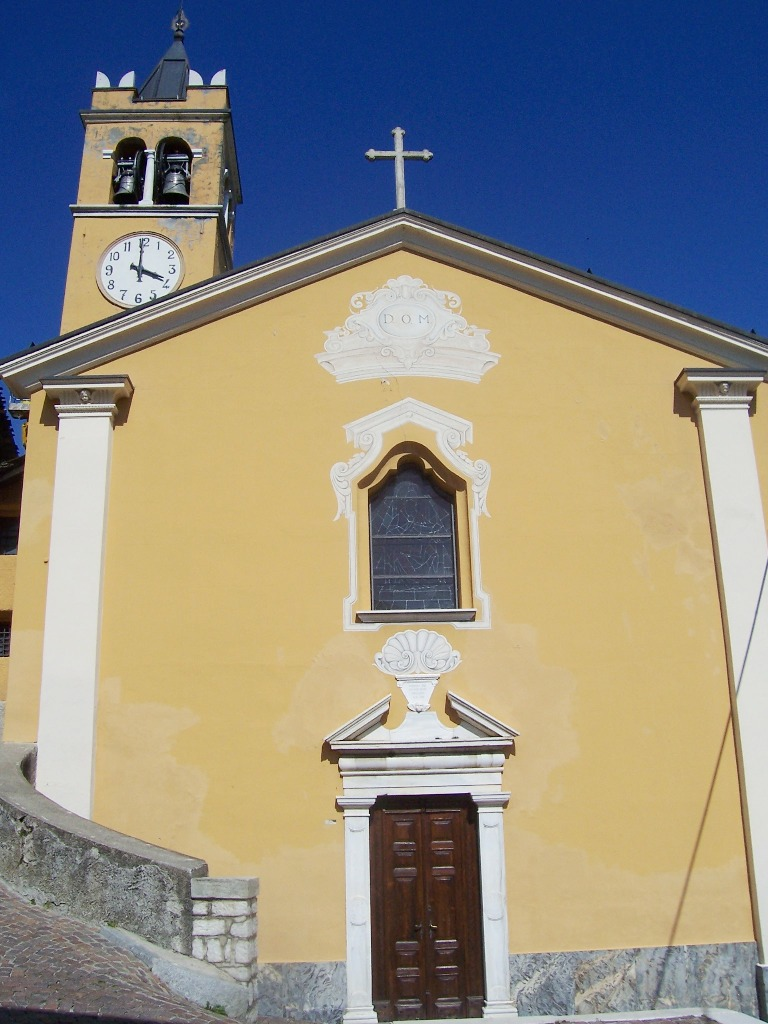
Chiesa di San Gregorio di Canè

Il 13 agosto 1862 venne devastato da un incendio.
Dal 1978 la parrocchia di Lonato del Garda ha affittato la casa di fronte alla chiesa principale, questa casa è utilizzata per i campi scuola di elementari, medie ed adolescenti.
Inoltre nel 2009 anche la parrocchia di Castel Goffredo ha usufruito della casa.

## Monumenti e luoghi d'interesse

### Architetture religiose
Le chiese di Canè sono:
- Parrocchiale di S.Gregorio Magno, seicentesca, contiene un'ancona ed una soasa della scuola dei Ramus.
- Santuario del Redentore, XVI secolo, a pianta ottagonale.

## Società

### Tradizioni e folclore
Gli scütüm sono nei dialetti camuni dei soprannomi o nomiglioli, a volte personali, altre indicanti tratti caratteristici di una comunità. Quello che contraddistingue gli abitanti di Canè è Canaòle o Canàoi.
- 23 giugno vigilia di San Giovanni Battista: accensione di falò sulle alture.[3]